# Zarenthin
Zarenthin ist ein bewohnter Gemeindeteil im Ortsteil Döllen der Gemeinde Gumtow im Landkreis Prignitz in Brandenburg.

## Geografie
Der Ort liegt 2 Kilometer nordöstlich von Döllen, 3 Kilometer nordwestlich von Gumtow, 13 Kilometer nordwestlich von Kyritz und 25 Kilometer südöstlich von Perleberg auf der Gemarkung von Döllen. Die Siedlung ist an seinen unmittelbaren Rändern von Agrarflächen umgeben, in geringer Entfernung vom Ort befinden sich jedoch nahezu ringsum Waldflächen. Im Norden liegt jenseits des Waldes das Große Luch.
Die Nachbarorte sind Dannenwalde, Zarenthin Ausbau und Bärensprung im Nordosten, Heinzhof im Osten, Gumtow im Südosten, Klein Schönhagen im Süden, Döllen im Südwesten, Krams im Westen, sowie Luisenhof und Friedheim im Nordwesten.

## Geschichte
Die erste schriftliche Erwähnung von Zarenthin stammt aus dem Jahr 1275, damals in der Schreibweise novam uillam Slauicalem. 1667 findet sich dann die Schreibweise Zarrenthin.
Um 1800 gehörte der Ort zum Havelbergischen Kreis in der Provinz Prignitz; ein Teil der Kurmark der Mark Brandenburg. In einer Beschreibung dieser Landschaft aus dem Jahr 1804 wurde unter dem Namen Zarenthin ein adliges „Etablissement“ aufgeführt, welches über einen Einlieger, sechs Büdner, sechs Feuerstellen und insgesamt 32 Einwohner verfügte. Letztere waren nach Döllen eingepfarrt und postalisch über Kletzke zu erreichen.
1816 kam Zarenthin zum Kreis Ostprignitz, der ab 1939 als Landkreis Ostprignitz fortbestand. Ab 1952 gehörte der Ort zum Kreis Kyritz im Bezirk Potsdam, bevor er am 6. Dezember 1993 ein Teil des Landkreises Prignitz wurde. Seit dem 30. Juni 2002 gehört Zarenthin zur Gemeinde Gumtow, zuvor war das Dorf ein Ortsteil von Döllen.